# Artana (Gruzja)
Artana – wieś w Gruzji, w regionie Kachetia, w gminie Telawi. W 2014 roku liczyła 819 mieszkańców.